# SN 2008ex
SN 2008ex – supernowa typu II odkryta 17 sierpnia 2008 roku w galaktyce UGC 11428. W momencie odkrycia miała maksymalną jasność 17,80m.